# Dominique Riquet

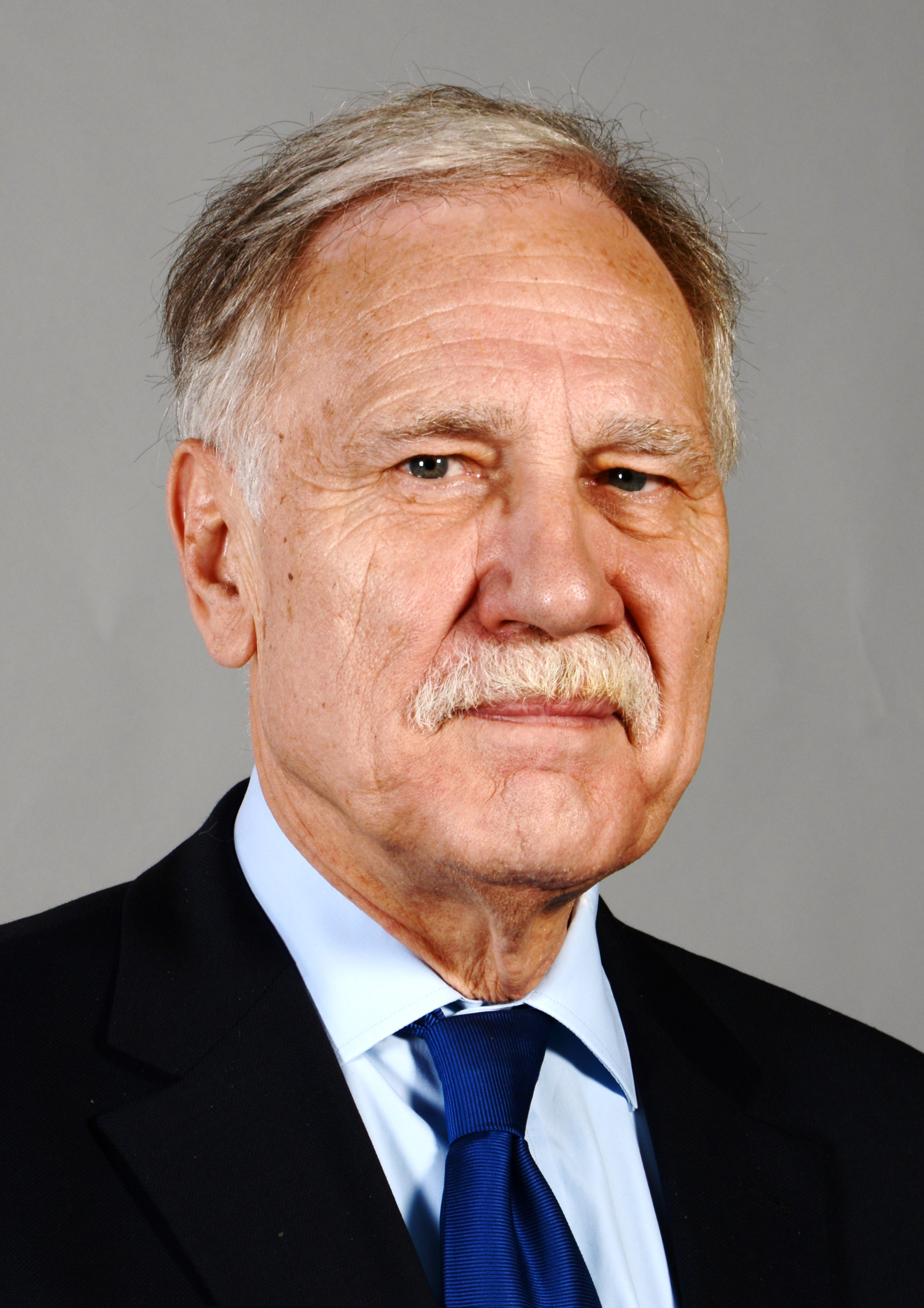
Dominique Riquet

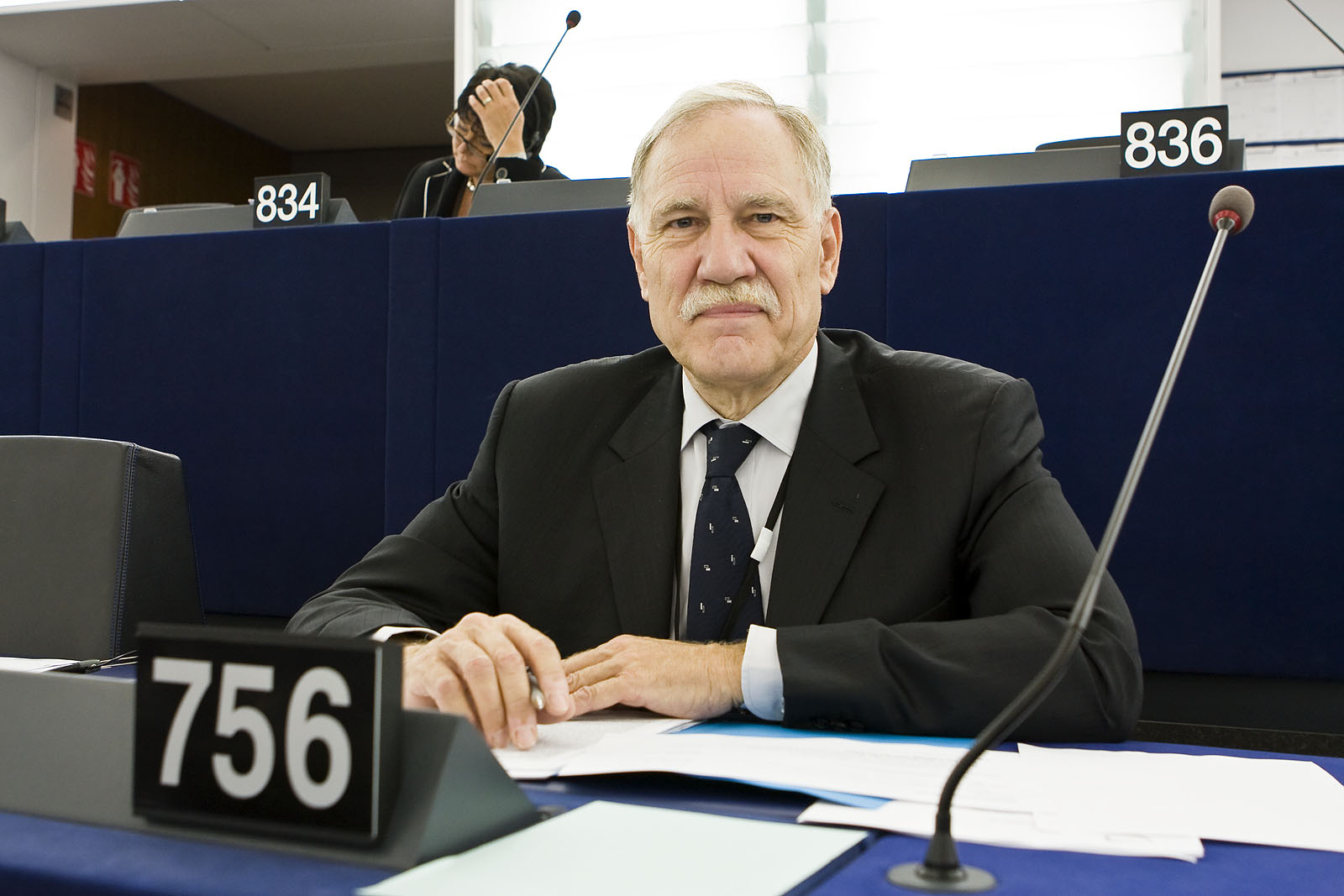
Dominique Riquet i Europaparlamentet.

Dominique Riquet, född 18 september 1946 i Valenciennes i Frankrike, är en fransk politiker från Parti Radical, som är ledamot av Europaparlamentet sedan 2009.
Dominique Riquet är kirurg med urologi som specialitet, med examen från Externat des Hôpitaux 1967 och från Internat des Hôpitaux de Lille 1969. Han var biträdande borgmästare i Valenciennes 1989-95, förste biträdande borgmästare 1995-2001 och borgmästare 2002-12.
Dominique Riquet röstades in i EU-valet 2009 för den nordvästfranska valkretsen. Han är medlem av Parti Radical, ett parti som är anslutet till Union pour un Mouvement Populaire. I parlamentet är han ledamot i utskottet för transport och turism och delegationen för förbindelserna med Japan. Dessutom är han suppleant för utskottet för industrifrågor, forskning och energi och delegationen för förbindelserna med Australien och Nya Zeeland.
Han är gift och har två barn.